# Alan Dale
Marcus Alan Dale (Dunedin, 6 maggio 1947) è un attore neozelandese, noto per i ruoli di Caleb Nichol in The O.C., Bradford Meade in Ugly Betty e Charles Widmore in Lost.

## Biografia
Inizia a recitare in diverse soap opera australiane come Neighbours. Trasferitosi a Los Angeles, negli anni novanta prende parte a svariate serie TV, tra cui E.R. - Medici in prima linea, American Dreams, JAG - Avvocati in divisa, West Wing - Tutti gli uomini del Presidente e NCIS - Unità anticrimine.
Nel 2002 interpreta un romulano in Star Trek - La nemesi. Successivamente lavora in altre serie TV come X-Files e 24, ma ottiene una certa notorietà grazie alla serie The O.C. dove interpreta Caleb Nichol.
Nel 2006 fa parte del cast della serie TV Ugly Betty, dove interpreta il magnate dell'editoria Bradford Meade; parallelamente interpreta il ruolo ricorrente di Charles Widmore in Lost. Nel 2008 interpreta il piccolo ruolo del Generale Ross nel film Indiana Jones e il regno del teschio di cristallo di Steven Spielberg.

## Filmografia parziale

### Cinema
- Star Trek - La nemesi (Star Trek: Nemesis), regia di Stuart Baird (2002)
- Hollywood Homicide, regia di Ron Shelton (2003)
- After the Sunset, regia di Brett Ratner (2004)
- Indiana Jones e il regno del teschio di cristallo (Indiana Jones and the Kingdom of the Crystal Skull), regia di Steven Spielberg (2008)
- Non avere paura del buio (Don't Be Afraid of the Dark), regia di Troy Nixey (2010)
- Priest, regia di Scott Charles Stewart (2011)
- 21-12-2012 La profezia dei Maya (Doomsday Prophecy), regia di Jason Bourque (2011)
- Il mio angolo di paradiso (A Little Bit of Heaven), regia di Nicole Kassell (2011)
- Millennium - Uomini che odiano le donne (The Girl with the Dragon Tattoo), regia di David Fincher (2011)
- Captain America: The Winter Soldier, regia di Anthony e Joe Russo (2014)
- Entourage, regia di Doug Ellin (2015)

### Televisione
- Dottori agli antipodi (The Young Doctors) – serie TV, 10 episodi (1979-1983)
- Neighbours – serie TV, 802 episodi (1985-1993)
- State Coroner – serie TV, 8 episodi (1997-1998)
- Alien Cargo – film TV (1999)
- Rapimento alla Casa Bianca (First Daughter), regia di Armand Mastroianni – film TV (1999)
- E.R. - Medici in prima linea (ER) – serie TV, 3 episodi (2000-2001)
- X-Files (The X-Files) – serie TV, 3 episodi (2002)
- West Wing - Tutti gli uomini del Presidente (The West Wing) – serie TV, episodi 4x01-4x23 (2002-2003)
- 24 – serie TV, 8 episodi (2003-2004)
- The O.C. – serie TV, 35 episodi (2003-2005) – Caleb Nichol
- NCIS - Unità anticrimine (NCIS) – serie TV, 14 episodi (2003-2016)
- Ugly Betty – serie TV, 33 episodi (2006-2007) – Bradford Meade
- Sea Patrol – serie TV, 6 episodi (2008)
- Lost – serie TV, 17 episodi (2006-2010) – Charles Widmore
- Torchwood – serie TV, episodio 2x06 (2008)
- Entourage – serie TV, 5 episodi (2008-2011)
- Law & Order - Unità vittime speciali (Law & Order: Special Victims Unit) – serie TV, 1 episodio (2009)
- Undercovers – serie TV, episodi 1x11-1x12-1x13 (2010)
- The Killing – serie TV, 5 episodi (2011-2012)
- C'era una volta (Once Upon a Time) – serie TV, 5 episodi (2011-2012)
- Person of Interest – serie TV, episodio 1x08 (2011)
- 21-12-2012 La profezia dei Maya (Doomsday Prophecy), regia di Jason Bourque – film TV (2011)
- House of Lies – serie TV, episodio 1x03 (2012)
- Dominion – serie TV, 16 episodi (2014-2015)
- CSI: Cyber – serie TV, episodio 2x14 (2016)
- Secret City – miniserie TV, 6 episodi (2016)
- Dynasty – serie TV, 79 episodi (2017-2021)

## Doppiatori italiani
Nelle versioni in italiano delle opere in cui ha recitato, Alan Dale è stato doppiato da:
- Dario Penne in Star Trek - La nemesi, Law & Order - Unità vittime speciali, Californication
- Pietro Biondi in The O.C., C'era una volta (ep. 6x12), Secret City
- Michele Kalamera in 24, C'era una volta, Graves
- Stefano De Sando in JAG - Avvocati in divisa, NCIS - Unità anticrimine (st. 1-2), Undercovers
- Carlo Sabatini in After the Sunset, Millennium - Uomini che odiano le donne
- Emilio Cappuccio in The Killing, Captain America: The Winter Soldier
- Saverio Moriones in E-Ring, Priest
- Michele Gammino in Crossing Jordan, Il mio angolo di paradiso
- Angelo Nicotra in Lost, CSI: Cyber
- Elio Zamuto in Body of Proof, Sea Patrol (ridoppiaggio)
- Carlo Valli in Dominion, Dynasty
- Ambrogio Colombo in X-Files
- Rodolfo Bianchi in Ugly Betty
- Toni Orlandi in CSI: Miami
- Paolo Buglioni in NCIS - Unità Anticrimine (st. 3, 10-13)
- Carlo Reali in Indiana Jones e il regno del teschio di cristallo
- Mario Zucca in Sea Patrol
- Saverio Indrio in E.R. - Medici in prima linea
- Dario De Grassi in Torchwood
- Luca Biagini in Person of Interest
- Raffaele Farina in 21-12-2012 La profezia dei Maya
- Gianluca Machelli in Burn Notice - Duro a morire
- Giorgio Lopez in Entourage
- Renato Cortesi in House of Lies
- Edoardo Siravo in Homeland - Caccia alla spia
- Augusto Messina in Grace - Posseduta

Da doppiatore è sostituito da:
- Giovanni Battezzato in 24: The Game